# Золота доба коміксів

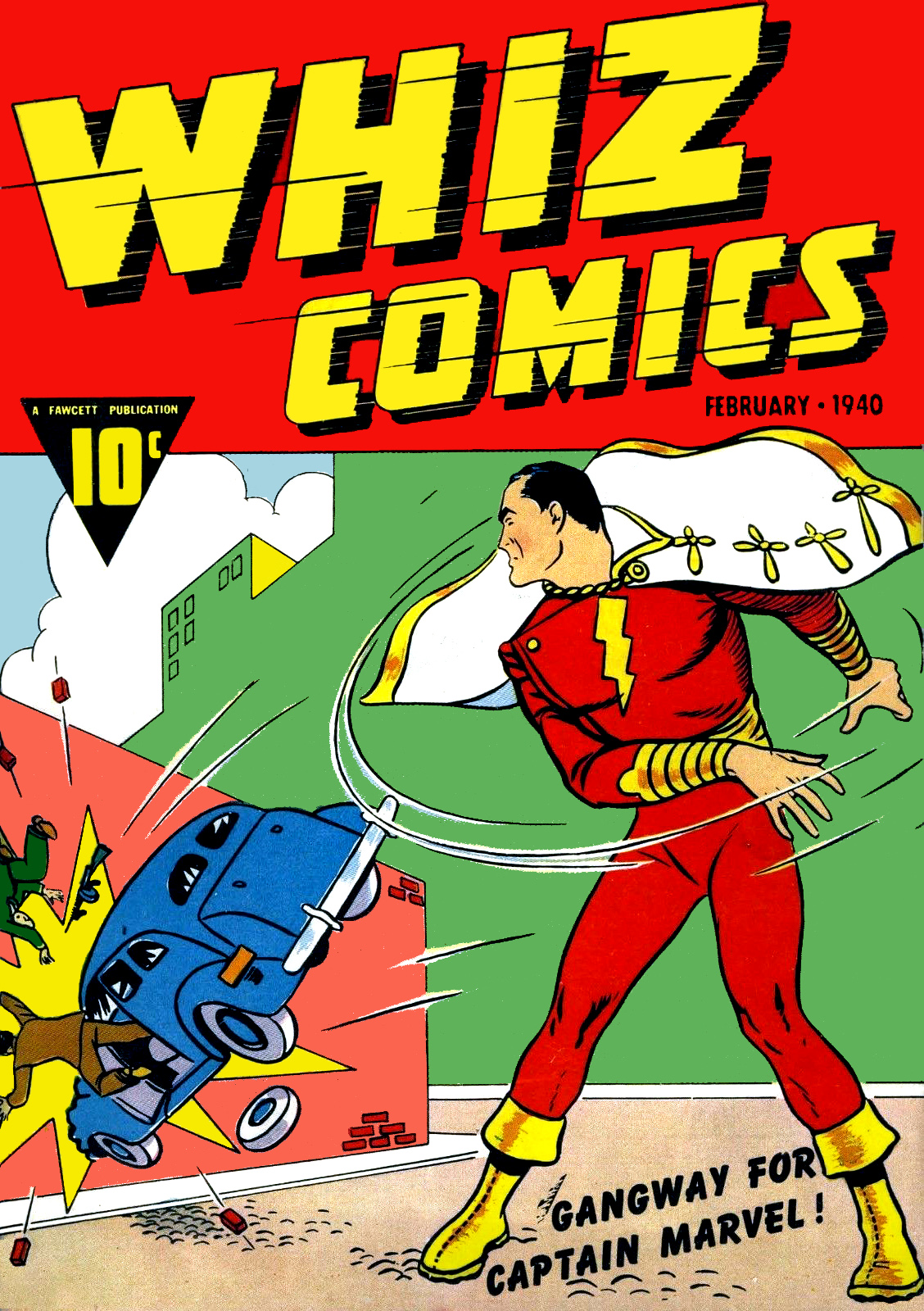
Whiz Comics #2 (1940)

Золотий доба коміксів (англ.  Golden Age of Comic Books) — назва періоду в історії американських коміксів, який тривав (за різними оцінками) з кінця 1930-х до кінця 1940-х — початку 1950-х років. У цей період почали видаватися аналоги сучасних коміксів, в яких вперше з'явилися одні з найвідоміших супергероїв, серед яких Супермен, Бетмен, Капітан Америка, Диво-жінка і Капітан Марвел.

## Історія
Початком Золотого століття прийнято вважати першу появу Супермена в коміксі Action Comics #1, який вийшов в 1938 році у DC Comics. У період між початком 1939 року і кінцем 1941 років DC та її дочірня компанія All-American Comics створили таких популярних супергероїв, як Бетмен і Робін, Диво-жінка, Флеш, Зелений Ліхтар, Аквамен та інших, а компанія Timely Comics, попередник сьогоднішньої Marvel Comics, випускала комікси з такими персонажами, як Людина-смолоскип, Неймор і Капітан Америка.
Хоча персонажі DC Comics і Timely Comics є найбільш відомими персонажами того часу, найпопулярнішою серією коміксів того періоду стала серія про Капітана Марвела компанії Fawcett Comics. Було продано близько 1,4 млн примірників. Інший персонаж, який довгий час залишався популярним, це Пластична Людина, видавництва Quality Comics, а також детектив Спірит під авторством карикатуриста Вілла Айснера.
Після закінчення другої світової війни і скидання атомної бомби, в середині 1940-х зміст коміксів того часу змінилося. Почали з'являтися супергерої з ядерними здібностями, наприклад Атомний Громовержець та Атомна Людина.. Крім цих серйозних персонажів, у той період з'явилися тварини зі схожими здібностями, наприклад Атомна Миша та Атомний Кролик. Герої також почали боротися з комуністами, а деякі описували Корейську війну.
Після закінчення Другої світової війни популярність супергероїв пішла на спад, і в спробі зберегти читацьку аудиторію, видавничі компанії почали випускати вестерни, науково-фантастичні і хоррор-видання, в результаті чого багато серій було скасовано.